# (24304) Lynnrice
(24304) Lynnrice (1999 YZ) – planetoida z pasa głównego asteroid okrążająca Słońce w ciągu 3,55 lat w średniej odległości 2,33 j.a. Odkryta 16 grudnia 1999 roku.